# Justus Grassmann
Justus Grassmann (ur. ?, zm. w listopadzie 1961) – as lotnictwa niemieckiego Luftstreitkräfte z 10 potwierdzonymi  zwycięstwami w I wojnie światowej.

## Informacje ogólne
17 października 1917 został przydzielony do eskadry myśliwskiej Jagdstaffel 10, po zakończeniu służby w jednostce rozpoznawczej FA32. W Jasta 10 służył do końca wojny. Odniósł łącznie 10 zwycięstw, w tym trzy nad balonami obserwacyjnymi. Jego trzecią ofiarą był kapitan William Samuel Stephenson – kanadyjski as. Ostatnie zwycięstwo odniósł 6 listopada 1918 roku w okolicach Sivry-sur-Meuse.
Zmarł w listopadzie 1961 roku.

## Odznaczenia
- Królewski Order Rodu Hohenzollernów
- Krzyż Żelazny I Klasy
- Krzyż Żelazny II Klasy